# Vishnu Prasanna
Vishnu Prasanna (12 d'agost de 1989) és un jugador d'escacs indi, que té el títol de Gran Mestre des de 2013.
Tot i que roman inactiu des de febrer de 2020, a la llista d'Elo de la FIDE del març de 2022, hi tenia un Elo de 2476 punts, cosa que en feia el jugador número 19 (en actiu) de l'Índia. El seu màxim Elo va ser de 2523 punts, a la llista de desembre de 2013 (posició 696 al rànquing mundial).

## Resultats destacats en competició
L'agost de 2011 fou campió del 12è Obert Internacional de Figueres amb 7½ punts de 9, els mateixos punts però amb millor desempat que Levan Aroshidze, enduent-se el premi de 1.200 euros. El setembre de 2013 fou campió d'escacs ràpids de Chennai amb 8½ punts de 9.
El maig del 2015 fou 2-7è (segon en el desempat) del IV Obert Internacional de Llucmajor amb 7 punts (el campió fou Oğulcan Kanmazalp).